# Zoltán Mácsai
Zoltán Mácsai (geboren 1985 in Berettyóújfalu) ist ein ungarischer Hornist. Er ist seit 2016 Solohornist der Sächsischen Staatskapelle Dresden.

## Leben und Werk
Mácsai absolvierte sein Horn-Studium in Budapest – dort bei Palma Szilagyi – und danach bis 2010 bei Marie-Luise Neunecker an der Hochschule für Musik Hanns Eisler in Berlin. Weiters belegte er Meisterkurse unter anderen bei Peter Damm,  Günter Högner, und Willi Schwaiger.
In den Jahren 2003 bis 2008 wurde er als Solohornist für Konzerte des Ernõ Dohnányi Symphonieorchesters in Budapest verpflichtet.
Von 2008 bis 2016 war er als Solohornist beim Mozarteumorchester Salzburg engagiert. Seit 2016 wirkt als Solohornist bei der Sächsischen Staatskapelle Dresden. Als Solohornist war er zu Gast bei dem Bayerischen Staatsorchester, den Münchner Philharmonikern, Concerto Köln und Capella Andrea Barca.
Sein Debüt bei den Salzburger Festspielen gab er 2012 im Rahmen einer Mozart-Matinee mit dem Dirigenten Michael Gielen. Eine Reihe von Solokonzerten führten den Musiker nach Deutschland, Tschechien, Polen Ungarn, Kroatien und in die Schweiz.
Eine erste Solo-CD entstand in Zusammenarbeit mit der Polnischen Kammerphilharmonie.

## Auszeichnungen
- 2003: 1. Preis Landeswettbewerb Ungarn
- 2005: Finalist Hornwettbewerb International Competition Città di Porcia
- 2006: 2. Preis Europäischer Hornwettbewerb Marl
- 2007: 2. Preis Hornwettbewerb beim Prague Spring International Music Festival
- 2007: 3. Preis Internationaler Aeolus Bläserwettbewerb
- 2008: 3. Preis Internationaler Instrumentalwettbewerb Markneukirchen